# Serixia atroapicalis
Serixia atroapicalis är en skalbaggsart som beskrevs av Stephan von Breuning 1953. Serixia atroapicalis ingår i släktet Serixia och familjen långhorningar.
Artens utbredningsområde är Myanmar. Inga underarter finns listade i Catalogue of Life.